# Municipio de Ellis (Kansas)
El municipio de Ellis (en inglés: Ellis Township) es un municipio ubicado en el condado de Ellis en el estado estadounidense de Kansas. En el año 2010 tenía una población de 418 habitantes y una densidad poblacional de 0,92 personas por km².

## Geografía
El municipio de Ellis se encuentra ubicado en las coordenadas 38°59′41″N 99°30′38″O / 38.99472, -99.51056. Según la Oficina del Censo de los Estados Unidos, el municipio tiene una superficie total de 456.01 km², de la cual 455,92 km² corresponden a tierra firme y (0,02 %) 0,09 km² es agua.

## Demografía
Según el censo de 2010, había 418 personas residiendo en el municipio de Ellis. La densidad de población era de 0,92 hab./km². De los 418 habitantes, el municipio de Ellis estaba compuesto por el 99,52 % blancos, el 0,24 % eran de otras razas y el 0,24 % eran de una mezcla de razas. Del total de la población el 1,67 % eran hispanos o latinos de cualquier raza.